# جرانولا

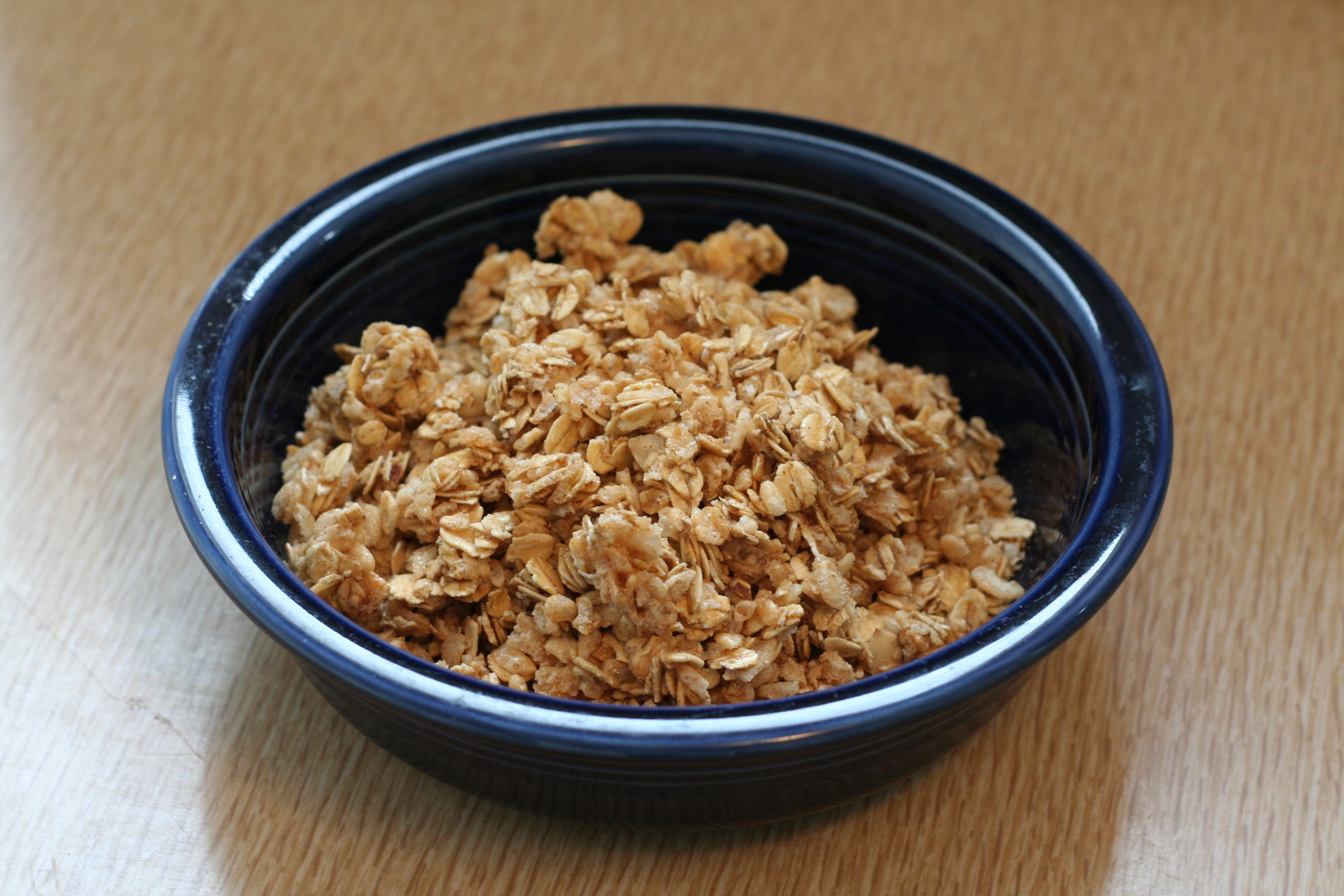
وعاء من الگرانولا

الجرانولا أي الگرانولا هي طعام يتناول في الإفطار أو كوجبة خفيفة ويتكون من حبوب الشوفان المسحوقة والمكسرات والعسل، أو محلى آخر مثل السكر البني أو شراب القيقب، وهي عامة مطبوخة حتى تصير مقرمشة ومحمصة وبنية ذهبية اللون. خلال عملية الطبخ، المادة تُحرّك لتبقى على قوام طليق كقوام حبوب الإفطار. وأحيانا، يضاف الفواكه الجافة مثل الزبيب والتمر، وأحيانا حتى حلويات مثل شوكولاتة. تؤكل الگرانولا كثيرا لتحسين عملية الهضم، وخصوصا إذا احتوت على حبوب الكتان. تؤكل الگرانولا كثيرا مع الزبادي والعسل والفواكه الطازجة (مثل الموز والفراولة والتوت الأزرق) والحليب وأنواع أخرى من حبوب الإفطار. ويوضع على أشكال من المعجنات والحلويات والمثلجات.
الگرانولا يحملها المتنزهون والمخيمون والسالكون بحقائب الظهر لأنها مغذية وخفيفة الوزن ومليئة بالسعرات الحرارية وسهلة التخزين. وكوجبة خفيفة، تمتزج بالعسل أو شراب الذرة وتكثف على شكل قالب، ما يجعلها أسهل حملا للغذاء المعبأة للتناول خلال نزهة أو سير جبلي أو أنشطة خارجية أخرى.

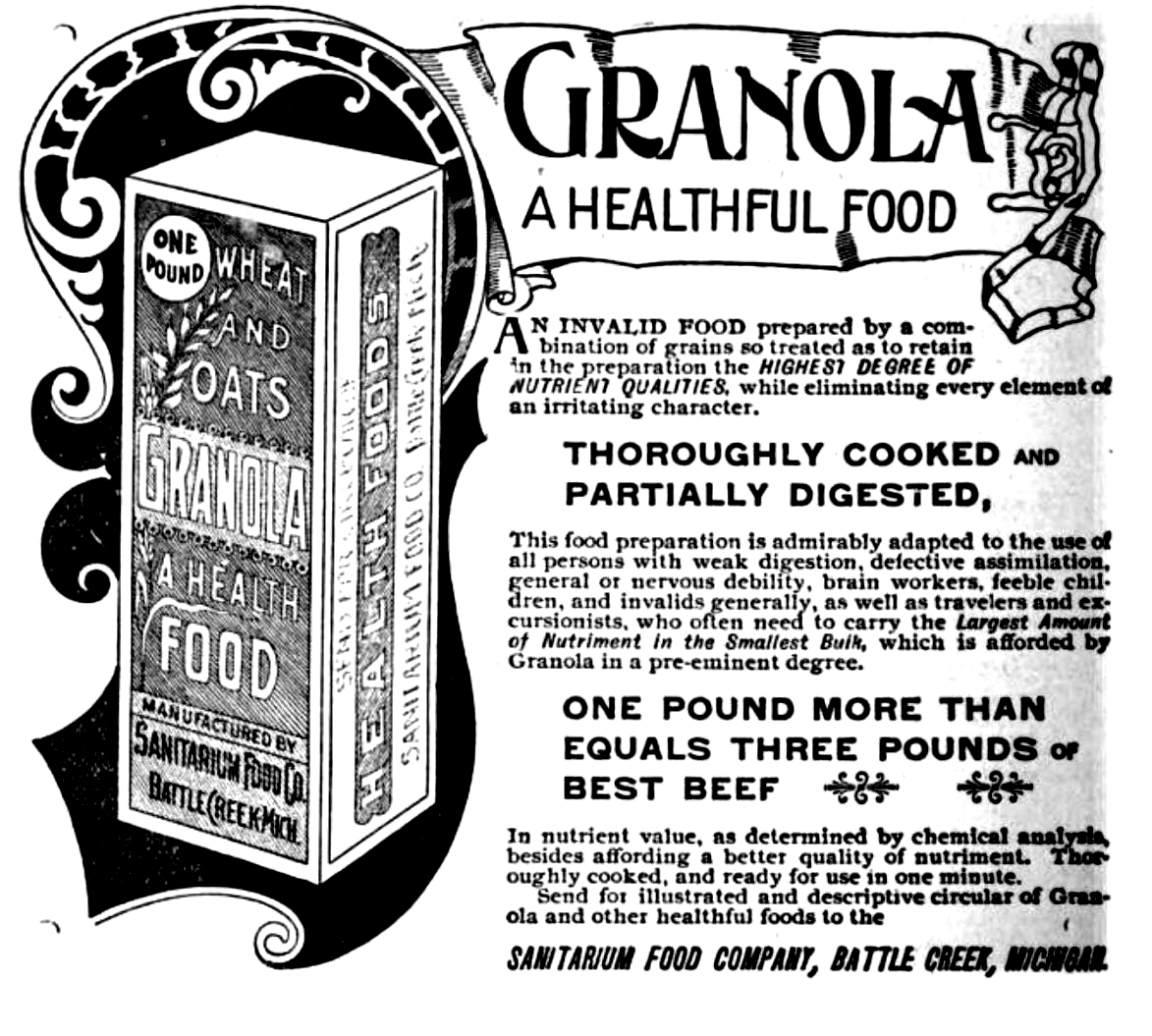
إعلان من 1893 لگرانولا من شركة كلوقز

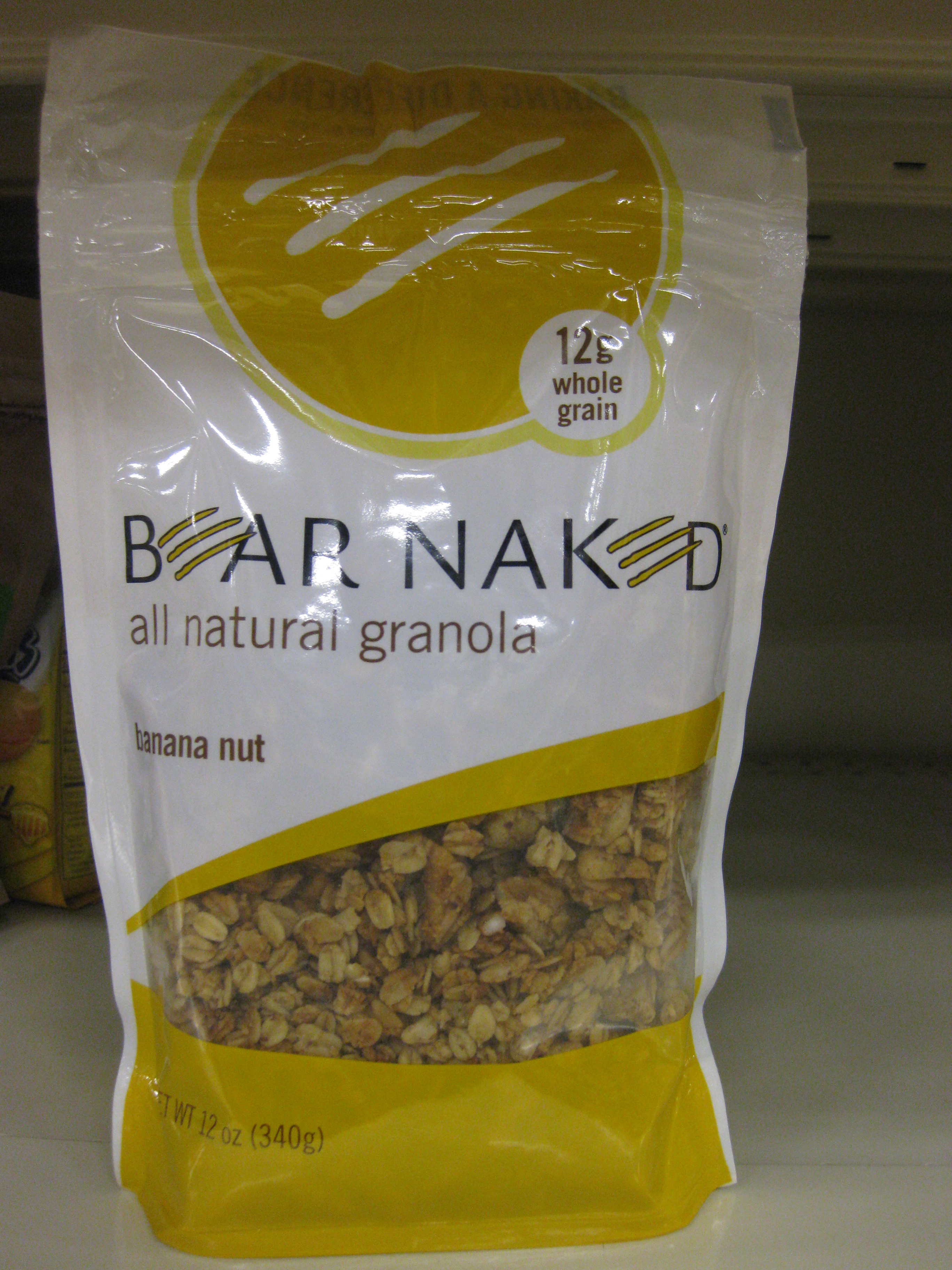
A modern packaged granola cereal
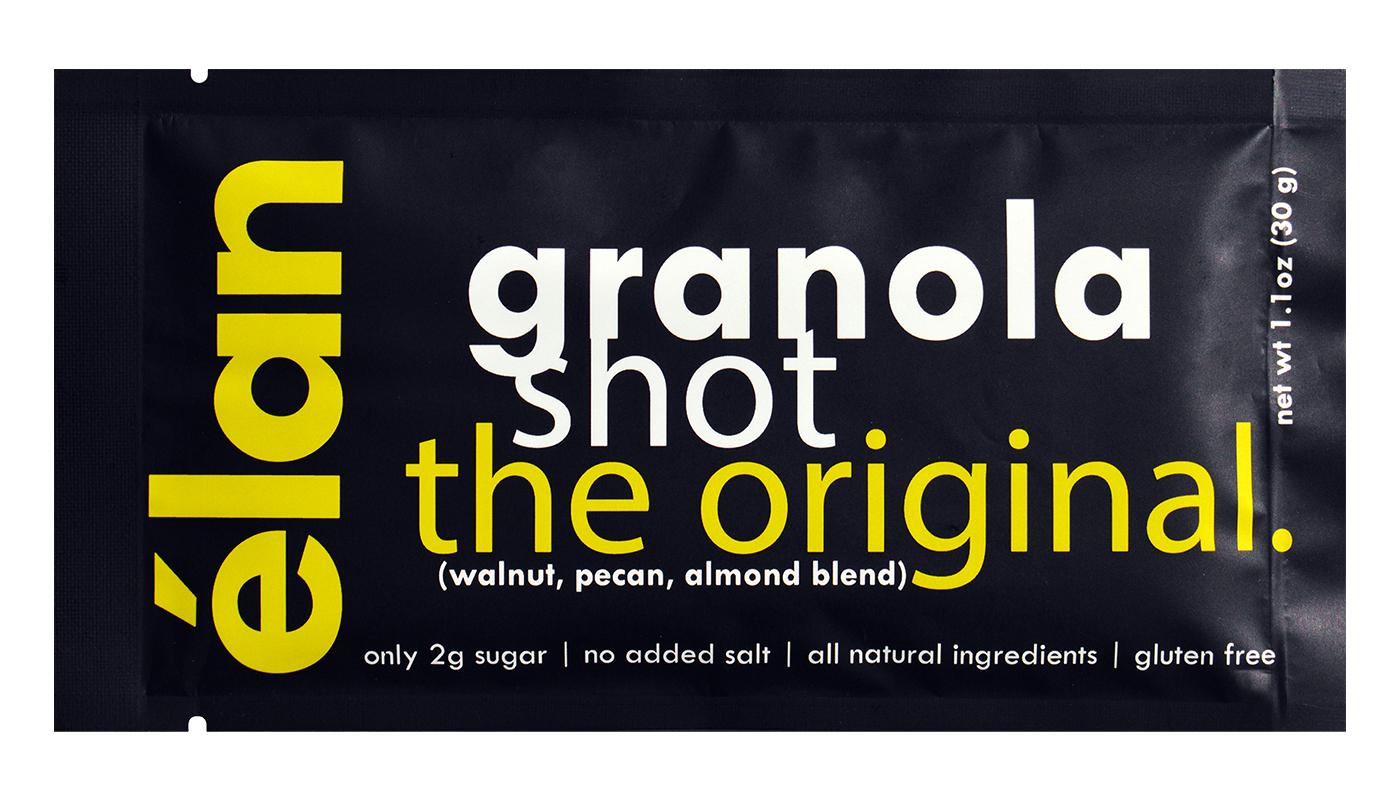
Modern small granola packaging

## قالب جرانولا

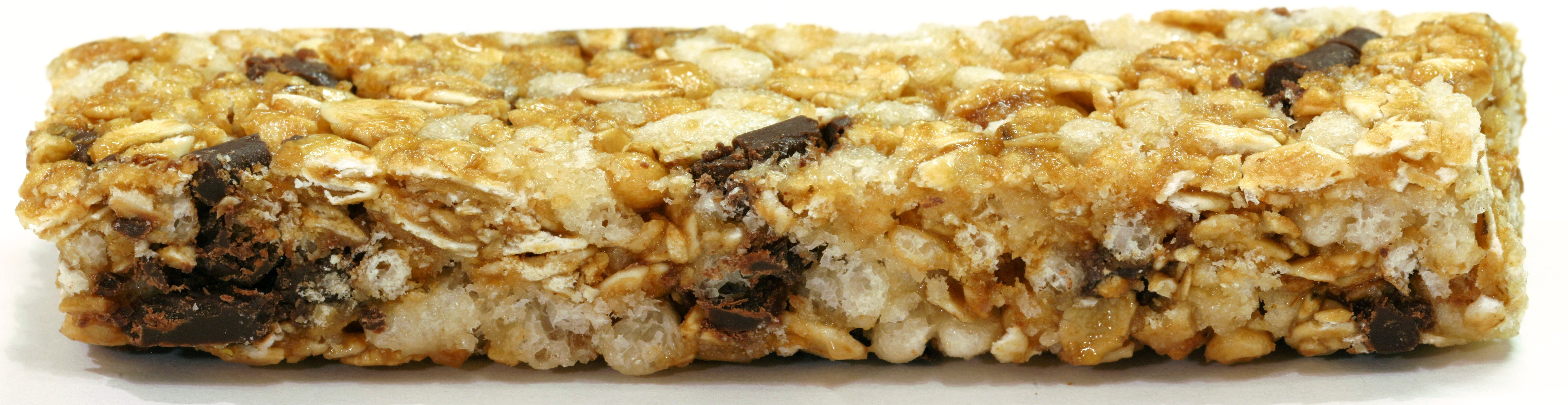
قالب گرانولا عن قرب